# Semiothisa pervolata
Semiothisa pervolata är en fjärilsart som beskrevs av George Duryea Hulst 1880. Semiothisa pervolata ingår i släktet Semiothisa och familjen mätare. Inga underarter finns listade i Catalogue of Life.